# NGC 571
NGC 571 é uma galáxia espiral (S?) localizada na direcção da constelação de Pisces. Possui uma declinação de +32° 30' 03" e uma ascensão recta de 1 horas, 29 minutos e 56,1 segundos.
A galáxia NGC 571 foi descoberta em 1 de Outubro de 1864 por Heinrich Louis d'Arrest.